# Arroyo del Tigre (Arroyo Solís Chico)
Der Arroyo del Tigre ist ein Fluss im Süden Uruguays.
Der zum Einzugsgebiet des Río de la Plata zählende linksseitige Nebenfluss des Arroyo Solís Chico entspringt südöstlich von Estación Migues. Von dort führt sein Verlauf auf dem Gebiet des Departamentos Canelones zunächst in einem süd-nord-westlichen Bogen um diese Ortschaft herum, bevor der Fluss seine Richtung nach Westen ändert. Dabei unterquert er nördlich von Estación Migues die Ruta 80. Bei Paso del Tigre stößt sodann sein linksseitiger Zufluss Arroyo Chico hinzu. Er mündet schließlich etwa einen Kilometer südlich der Brücke der Ruta 88 über den Arroyo Solís Chico linksseitig in diesen.